# Jerzmanowice (Klein-Polen)
Jerzmanowice is een dorp in het Poolse woiwodschap Klein-Polen, in het district Krakowski. De plaats maakt deel uit van de gemeente Jerzmanowice-Przeginia.

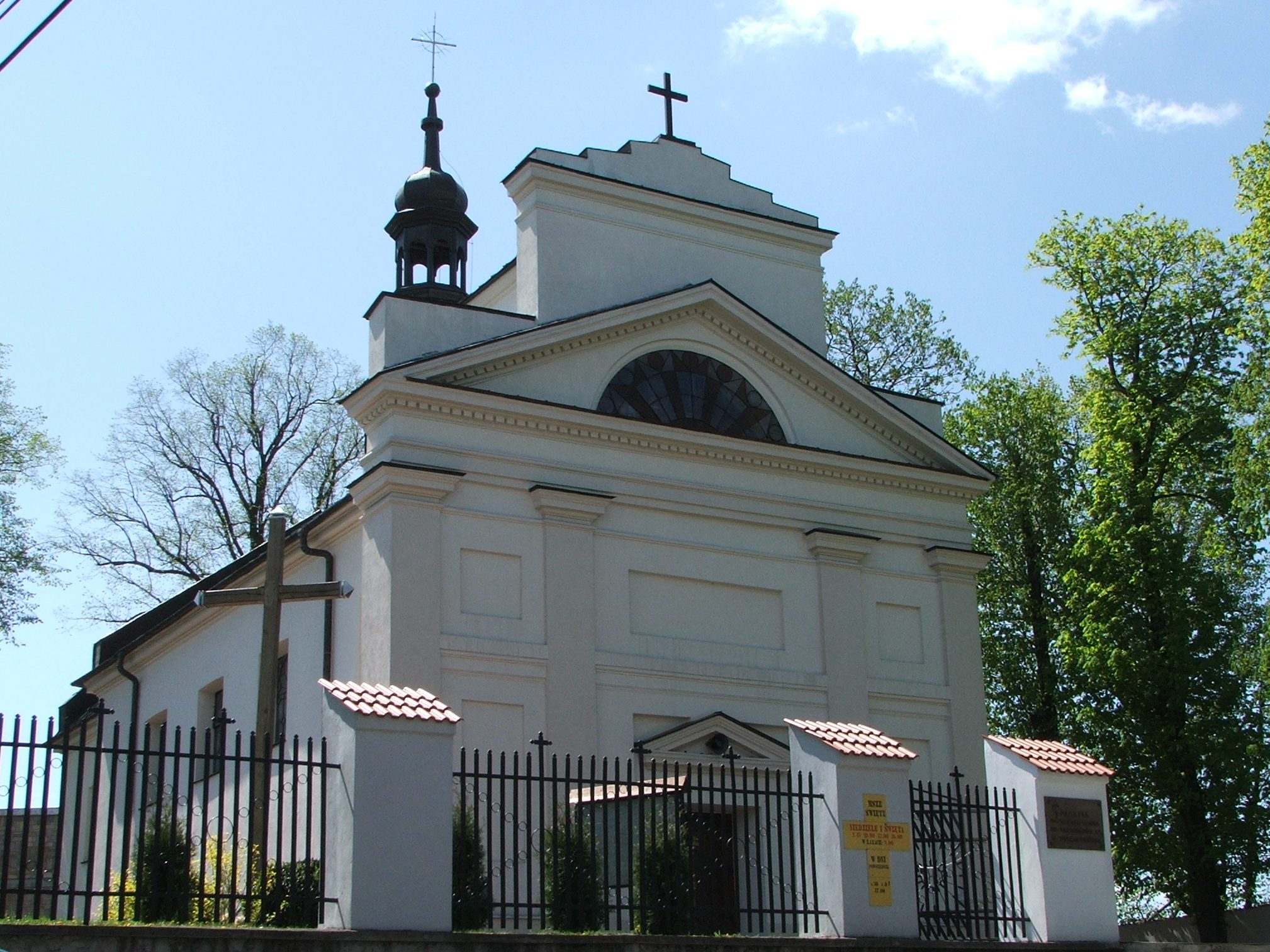
Kościół